# Talasofobia

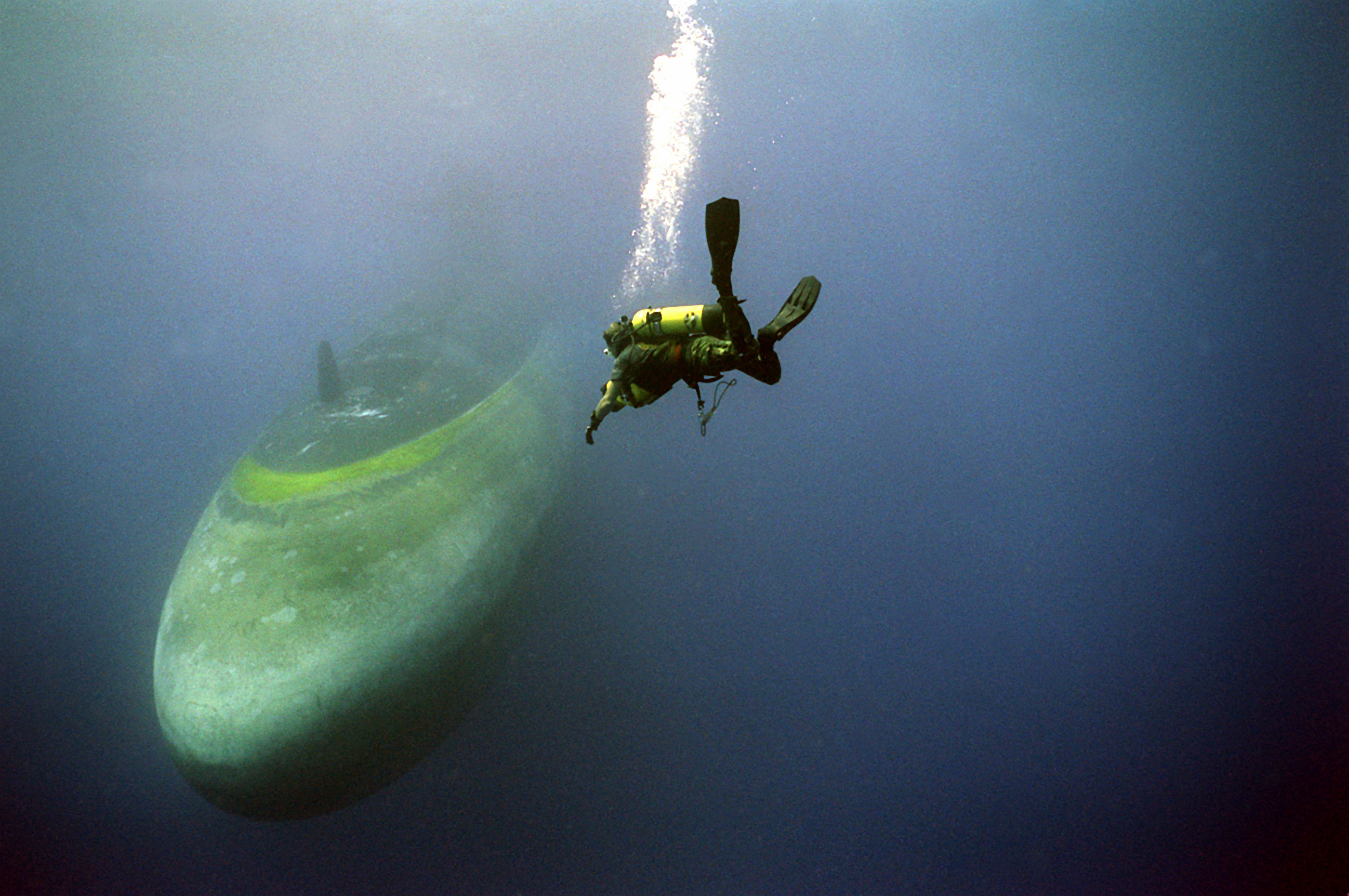
Un submarinista junto a un submarino. El miedo a la inmensidad del mar que se ve aquí puede caracterizarse como talasofobia.

La talasofobia (del griego thalassa θάλασσα, «mar», y phobos φόβος, «miedo») es el miedo o terror irracional a las masas de agua profundas, como el mar, los océanos o los lagos. Aunque muy estrechamente relacionada, la talasofobia no debe confundirse con la que se clasifica como el miedo al agua en sí. La talasofobia puede incluir el miedo a estar en masas de agua profundas, el miedo al vasto vacío del mar, a las olas del mar, a las criaturas acuáticas y el miedo a la distancia de la tierra.
Las causas de la talasofobia no están claras y son objeto de investigación por parte de los profesionales médicos, ya que pueden variar mucho de un individuo a otro. Los investigadores han propuesto que el miedo a las grandes masas de agua es en parte una respuesta evolutiva humana, y también puede estar relacionado con influencias de la cultura popular que inducen miedo y angustia. También se teoriza que la psicología subyacente de la fobia proviene de la naturaleza simbólica del agua. En concreto, la inmensidad del mar suele estar relacionada con el inconsciente profundo de la persona.
La gravedad de la talasofobia y los signos y síntomas asociados a ella son bastante fluidos y complejos. Las personas con talasofobia atraviesan numerosos episodios de angustia emocional y física causados por diversos desencadenantes. El tratamiento puede consistir en una combinación de terapia y ansiolíticos, y es más eficaz cuando se administra a los pacientes durante la infancia, cuando la talasofobia suele estar en su punto álgido.

## Diagnóstico y síntomas
La talasofobia se caracteriza por ciertos rasgos físicos y emocionales que presenta un individuo. La reacción de las personas con talasofobia ante grandes masas de agua (playas, océanos, lagos) no se corresponde con el nivel de peligro que el agua representa para ellos. De ahí que muestren un comportamiento anormal en situaciones o entornos que desencadenan su miedo. La fobia inducida por la ansiedad, como la talasofobia, se presenta a través de signos y síntomas específicos. Las personas con un miedo moderado a las masas de agua profundas pueden experimentar agitación e inquietud en el día a día.
Los síntomas emocionales comunes de la talasofobia incluyen:
- Preocupación constante.
- Dificultad para conciliar el sueño o permanecer dormido (posiblemente insomnio).
- Ataques de pánico y ansiedad.
- Sensación de fatalidad inminente.
- Necesidad de escapar.
- Sentirse ajeno a la situación.
- Sentirse abrumado.
- no poder respirar

Los síntomas físicos habituales de la talasofobia son los siguientes:
- Dificultad para respirar.
- Sudoración.
- Sacudidas o temblores al ver el mar.
- Llorar o huir cuando se está cerca de masas de agua profundas.
- Náuseas.
- Mareos.
- Respiración acelerada.
- Gritos al ver el mar.

Según el Diagnostic and Statistical Manual of Mental Disorders (fifth edition) (DSM-5), que es un manual para la evaluación y el diagnóstico de los trastornos mentales elaborado por la Asociación Estadounidense de Psiquiatría, para diagnosticar una fobia a las masas de agua profundas:
- El miedo a las aguas profundas debe ser persistente, excesivo e irracional.
- El individuo debe sentir este miedo cada vez que se expone a aguas profundas o abiertas.
- El individuo evita el océano u otras masas de agua abiertas o las soporta con un miedo intenso.
- El miedo a las grandes masas de agua limita e interfiere en el funcionamiento normal del individuo.
- El miedo ha estado presente durante seis meses o más.

En general, se desconoce la prevalencia y frecuencia de la talasofobia o de cualquier otra fobia. Los investigadores han llegado a la conclusión de que la gravedad y prevalencia de la talasofobia está en constante cambio entre los diferentes grupos demográficos y muchos pueden no ser conscientes de que tienen talasofobia leve.

## Causas

### Contexto evolutivo
Se cree que el miedo a las grandes masas de agua es un rasgo evolutivo y ancestral que se transmite de generación en generación. Los humanos prefieren la certeza al riesgo y se adaptan en función de la historia de aprendizaje y las variables situacionales. Un estudio de 2016 de Nicholas Carleton establece que el «miedo a lo desconocido» es un mecanismo evolutivo que ha impulsado la supervivencia de la raza humana desde el principio. El miedo a las masas de agua profundas está justificado porque los antepasados de la raza humana comprendieron que su supervivencia dependía de permanecer en tierra firme y no en entornos acuáticos. Esto, a su vez, se convirtió en un miedo fundamental transmitido de generación en generación para garantizar la supervivencia de la especie humana.
Martin Antony, catedrático de Psicología de la Universidad Metropolitana de Toronto y coautor de The Anti-Anxiety Workbook, afirma que: «desde una perspectiva evolutiva, tiene sentido que los humanos desarrollen una tendencia a temer y evitar las aguas profundas por todos los riesgos asociados». Continúa comentando el aspecto genético de los miedos, diciendo: «En esencia, estamos "programados" por la evolución para temer algunas situaciones (por ejemplo, las alturas, las aguas profundas, las serpientes) con más facilidad que otras (por ejemplo, las flores, los osos de peluche)».

### Mitología y cultura popular contemporánea
En los sistemas de creencias judeocristianos, el mar suele representarse como un espacio de desastre y castigo. Esto es evidente en el primer libro de la Biblia (Génesis), a través de historias como las del Arca de Noé. Textos como La Tempestad, de William Shakespeare, presentaban un naufragio como motor de su narración y daban al mar una personificación "de otro mundo" y "maligna". Sean Harrington y Jon Hackett, autores de Beasts of the Deep: Sea Creatures and Popular Culture, creen que estas narraciones son el motor del miedo generalizado a los océanos. La literatura gótica y sobrenatural ha gravitado hacia el mar como entorno fértil y, como resultado, ha creado una imagen desagradable y temible en la mente del público. Se cree que esto es así tanto en las sociedades antiguas como en las contemporáneas. La taquillera película Tiburón, de 1975, se menciona a menudo como una película influyente que impulsó el movimiento moderno de la talasofobia. Los principales medios de comunicación también afectan a las emociones colectivas del público. Las noticias sobre grandes tiburones blancos, anguilas eléctricas u otros depredadores marinos peligrosos que atacan a los bañistas en el océano inducen miedo en los espectadores y se cree que tienen una gran influencia. Del mismo modo, casos reales de hundimiento de barcos como el Titanic con sus pasajeros ahogados se han hecho terroríficamente realistas a través de sus versiones cinematográficas. Las personas que tienen mucho miedo a la muerte violenta o, en particular, a ahogarse, también son más propensas a desarrollar talasofobia. Se cree que estas influencias culturales (tanto antiguas como modernas) han contribuido a la prevalencia del miedo a las masas de agua profundas a lo largo del tiempo.

### Teorías psicológicas sobre la talasofobia
La talasofobia suele explicarse como un miedo primario. Teniendo en cuenta que los humanos somos mamíferos terrestres y dependemos de nuestra vista para recolectar alimentos, está codificado evolutivamente en nuestras vidas que las profundidades marinas se oponen a ese entorno. Marc Carlin explica la fobia así: «Todos tenemos miedo a la oscuridad porque no podemos ver y confiamos en nuestra visión para protegernos. Si cierras los ojos y no puedes ver, ahora tienes que confiar en sentidos en los que normalmente no confías». Continúa explicando que sin utilizar los sentidos que normalmente usamos, nos pone en déficit, lo que provoca miedo a la oscuridad y a la profundidad.
Carl Jung, psiquiatra suizo, estudió los arquetipos en el inconsciente colectivo. Los arquetipos son significados ocultos en símbolos y mensajes de la sociedad. El inconsciente colectivo es el pensamiento inconsciente de una sociedad que es universal para todos. Jung menciona en su estudio que el agua es un arquetipo popular en el inconsciente colectivo como reflejo de los pensamientos y deseos más oscuros de una persona.
Harrington argumenta que, en términos freudianos, el ego de uno, o la verdadera identidad de uno, no está completamente alineada con su realidad completa. Se teoriza que todos los pensamientos y deseos más oscuros y reprimidos se reflejan en el agua, provocando una sensación de temor y miedo. Harrington plantea la hipótesis de que, del mismo modo, la percepción del océano o lo que hemos podido descubrir puede no coincidir completamente con las posibilidades desconocidas que el océano podría albergar, lo que provoca miedo a lo que el océano podría contener, como monstruos marinos. El reflejo y la comparación de la propia mente con el océano puede ser una señal del desconocimiento de la propia mente e identidad, lo que da lugar a la talasofobia.